# Pyrois albicilia
Pyrois albicilia är en fjärilsart som beskrevs av George Francis Hampson 1894. Pyrois albicilia ingår i släktet Pyrois och familjen nattflyn. Inga underarter finns listade.